# Liste der Biografien/Tao
Liste der Biografien |
Portal Biografien |
Personensuche
# |
A |
B |
C |
D |
E |
F |
G |
H |
I |
J |
K |
L |
M |
N |
O |
P |
Q |
R |
S |
T |
U |
V |
W |
X |
Y |
Z |
?
 
Ta |
Tc |
Te |
Tf |
Tg |
Th |
Ti |
Tj |
Tk |
Tl |
Tm |
To |
Tq |
Tr |
Ts |
Tu |
Tv |
Tw |
Tx |
Ty |
Tz
 
Taa |
Tab |
Tac |
Tad |
Tae |
Taf |
Tag |
Tah |
Tai |
Taj |
Tak |
Tal |
Tam |
Tan |
Tao |
Tap |
Taq |
Tar |
Tas |
Tat |
Tau |
Tav |
Taw |
Tax |
Tay |
Taz
Die Liste der Biografien führt alle Personen auf, die in der deutschsprachigen Wikipedia einen Artikel haben. Dieses ist eine Teilliste mit 30 Einträgen von Personen, deren Namen mit den Buchstaben „Tao“ beginnt.

## Tao
- Tao Siju (1935–2016), chinesischer Politiker (Volksrepublik China), Minister für öffentliche Sicherheit
- Tao, Huabi, chinesische Unternehmerin und Millionärin
- Tao, Jiaming (* 1985), chinesischer Badmintonspieler
- Tao, Jiaying (* 1993), chinesische Shorttrackerin
- Tao, Kan (259–334), chinesischer General und Statthalter
- Tao, Katsushi (* 1963), japanischer Skispringer
- Tao, Keisuke (* 2003), japanischer Fußballspieler
- Tao, Luna (* 1974), chinesische Sportschützin
- Tao, Qian (132–194), Gouverneur von Xuzhou während der ausgehenden Han-Dynastie im alten China
- Tao, Terence (* 1975), australisch-US-amerikanischer MathematikerTerence Tao (* 1975)

Terence Tao (* 1975)

- Tao, Xiaoqiang (* 1973), chinesischer Badmintonspieler
- Tao, Xingzhi (1891–1946), chinesischer Erziehungswissenschaftler und Reformpädagoge
- Tao, Yini (* 1978), chinesische Künstlerin und Kuratorin
- Tao, Yizhi Jane, chinesische Biochemikerin und Zellbiologin
- Tao, Yuanming (365–427), chinesischer Dichter
- Tao, Yujia (* 1987), chinesische Leichtathletin
- Tao, Zhu (1908–1969), chinesischer Politiker und Führer der Kommunistischen Partei Chinas

### Taof
- Taofifénua, Romain (* 1990), französischer Rugby-Union-Spieler
- Taofinuʻu, Pio (1923–2006), samoanischer Geistlicher und römisch-katholischer Erzbischof von Samoa-Apia

### Taoh
- Taohata, Ryōta (* 1988), japanischer Badmintonspieler

### Taok
- Taoka, Fumiko († 1986), japanische Leiterin von Yamaguchi-gumi
- Taoka, Kazuo (1913–1981), dritter Bandenchef der Yamaguchi-gumi
- Taoka, Reiun (1879–1912), japanischer Literatur- und Kulturkritiker

### Taol
- Taolin, Louis, indonesischer Geheimagent

### Taor
- Taormina, Matt (* 1986), US-amerikanischer Eishockeyspieler
- Taormina, Sheila (* 1969), US-amerikanische Triathletin
- Taormino, Tristan (* 1971), US-amerikanische feministische Autorin, Kolumnistin und PornoregisseurinTristan Taormino (* 1971)

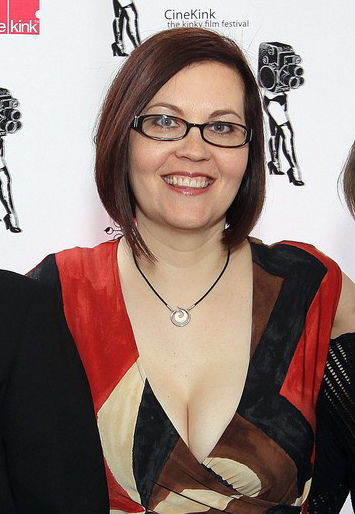
Tristan Taormino (* 1971)

### Taou
- Taoui, Adil (* 2001), französischer Fußballspieler
- Taouil, Mehdi (* 1983), marokkanisch-französischer Fußballspieler

### Taow
- Taow, Chassanbi Urusbijewitsch (* 1977), russischer Judoka und Olympiamedaillengewinner